# Hideo Tanifuji
Hideo Tanifuji (jap. 谷藤 秀夫 Tanifuji Hideo; * 19. April 1949) ist ein ehemaliger japanischer Skilangläufer.
Tanifuji errang bei den Nordischen Skiweltmeisterschaften 1970 in Štrbské Pleso den 12. Platz mit der Staffel. Bei seiner einzigen Teilnahme an Olympischen Winterspielen im Februar 1972 in Sapporo belegte er jeweils den 37. Platz über 15 km und 30 km sowie zusammen mit Kunio Shibata, Akiyoshi Matsuoka und Tomio Okamura den zehnten Rang in der Staffel.